# Kougelhopf
Le kouglof ou kougelhopf (nom alémanique originel) ou kougelhof (en alsacien) ou kouglouf (en alsacien du Haut-Rhin) ou Gugelhupf (en allemand) ou kugelhof, kugelopf, kugelhopf Kugelhupf, en francique lorrain Fùrmekùùche, en tchèque bábovka, est un gâteau-brioche moelleux, sucré ou salé, en forme de couronne cannelée, spécialité traditionnelle d'Europe centrale et Europe germanique, en particulier des cuisines alsacienne, lorraine, autrichienne et allemande (du sud).

## Étymologie
L'origine du mot kouglof est inconnue. Elle viendrait de Gugelhupf,, (Gugel signifiant « cagoule » ou « turban »), chaperon en français à la mode au Moyen Âge en Allemagne, et Hupf venant peut-être de Hefe signifiant « levure »). Certains pensent que la transition  vient du mot Kugelhut (kugel signifiant « boule » et hut « chapeau »), qui était le chapeau des parlementaires de Strasbourg à l'époque, ou encore de kugel-hefe (« boule levée »).

## Description
Le kouglof est un gâteau-brioche à pâte levée à la levure de bière, en forme de couronne haute et cannelée (ou de turban) issue de moule à gâteau traditionnel avec un trou en forme de cône au milieu. Le kouglof est généralement sucré, avec des raisins secs imbibés de rhum ou de kirsch, et des amandes, ou au chocolat (kouglof marbré autrichien,) ou encore salé, avec des lardons et des noix.

Quelques kouglofs du commerce
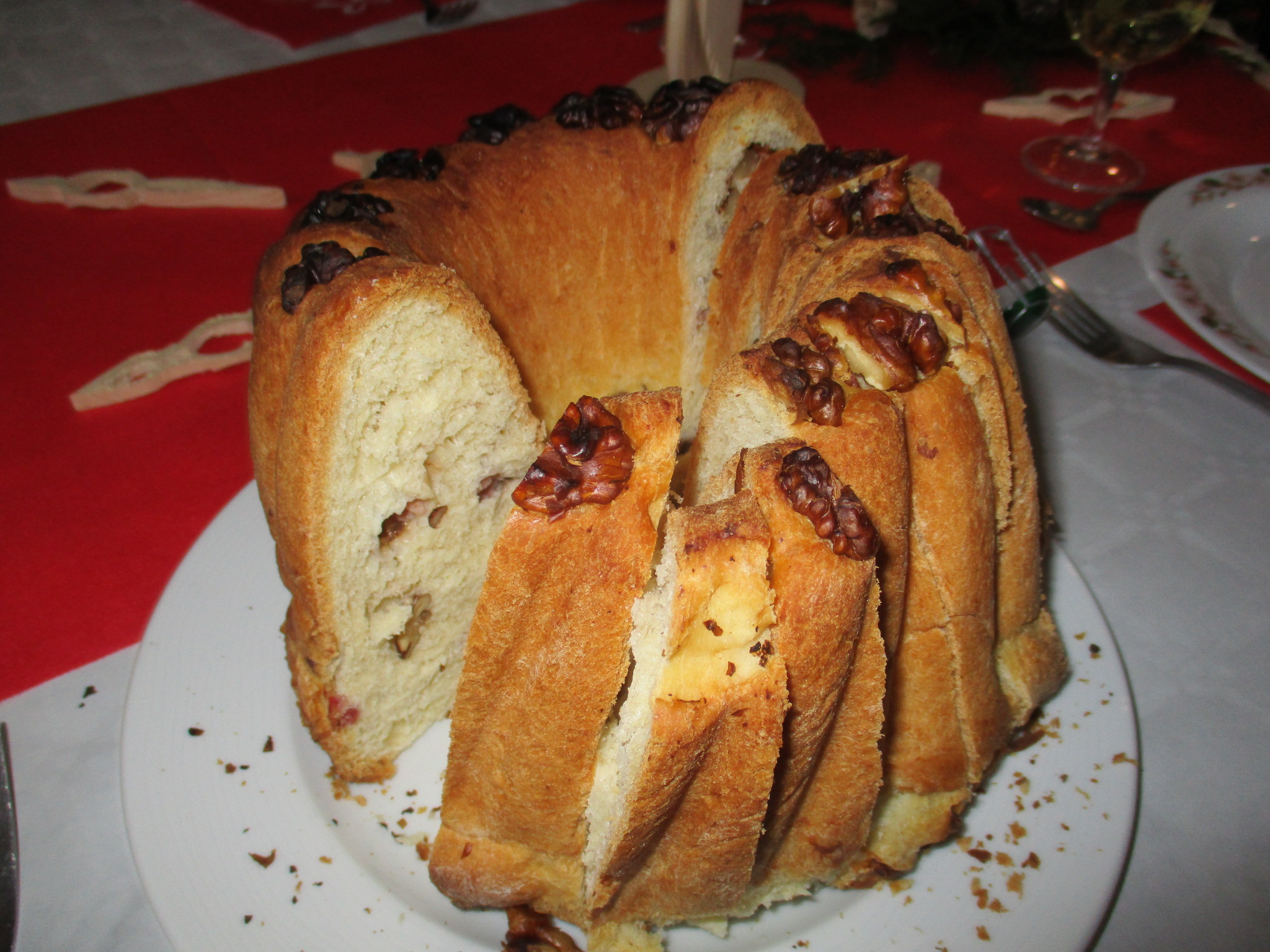
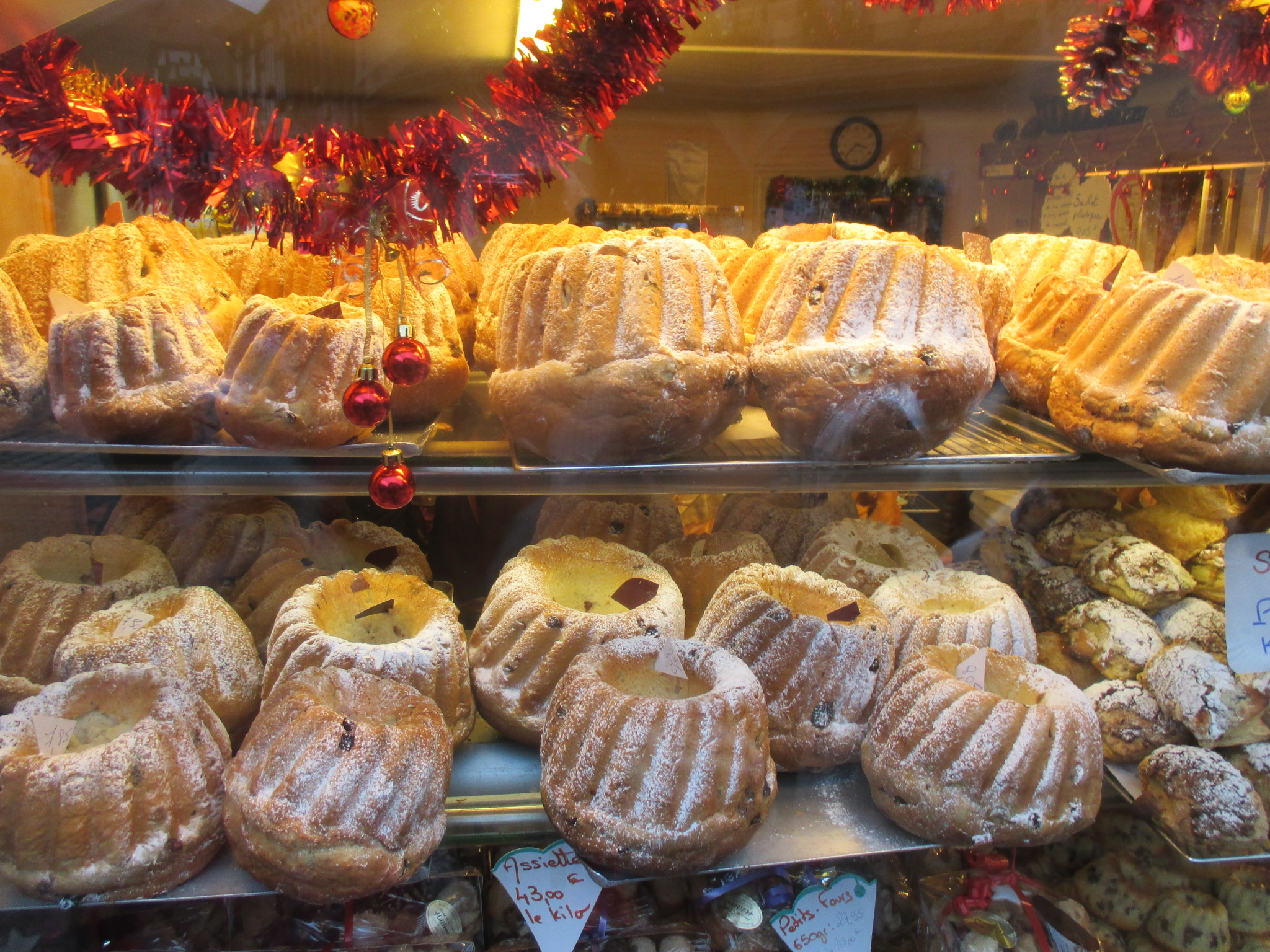
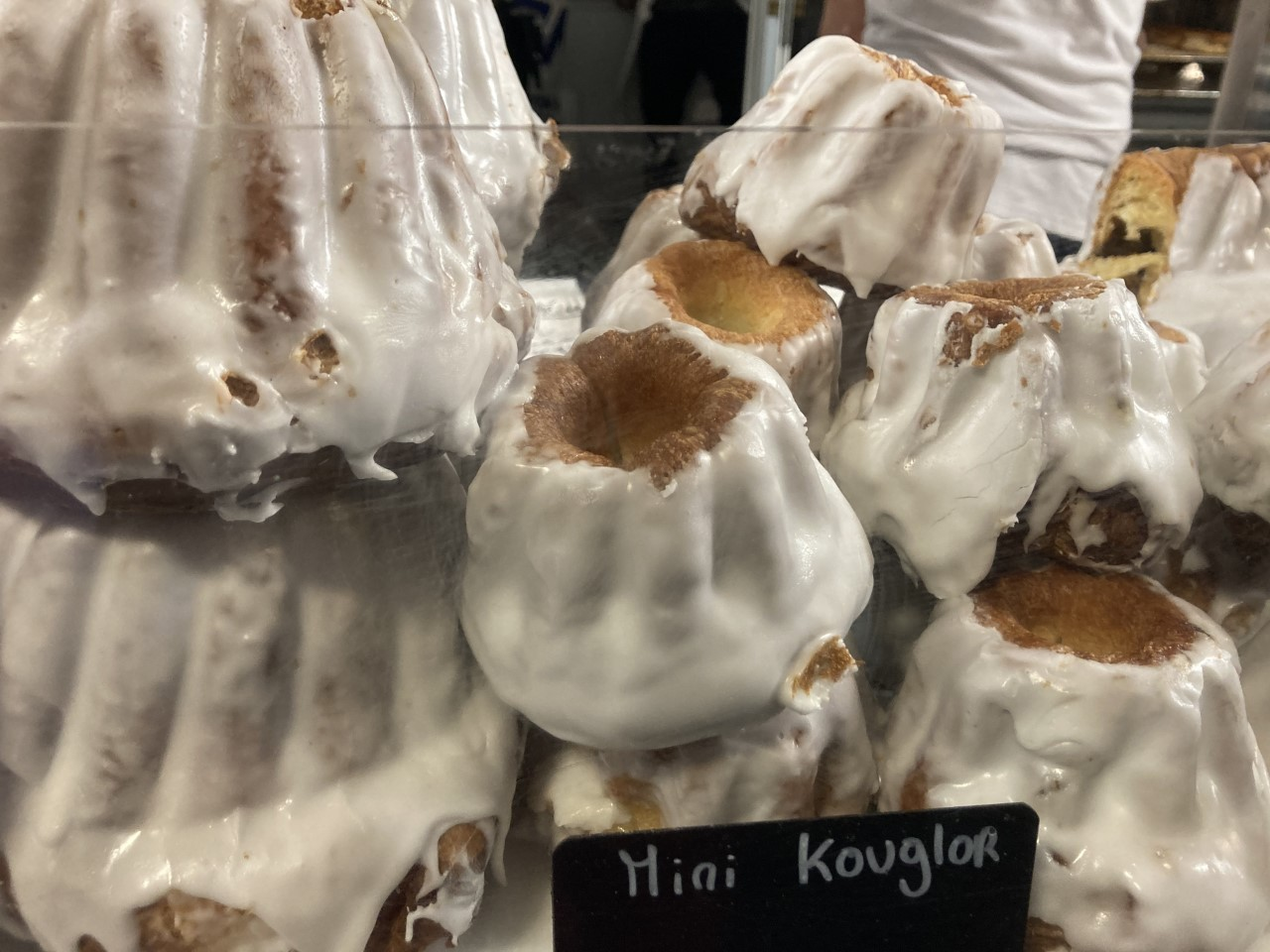

Cette spécialité a été pendant longtemps un gâteau de célébration traditionnelle, préparé sous divers variantes de recettes régionales, pour de multiples occasions : Noël, mariages, naissances, fêtes de village etc. De nos jours, il est plutôt dégusté au petit-déjeuner en version sucrée et à l’apéritif dans sa version salée,.

## Origines et légendes

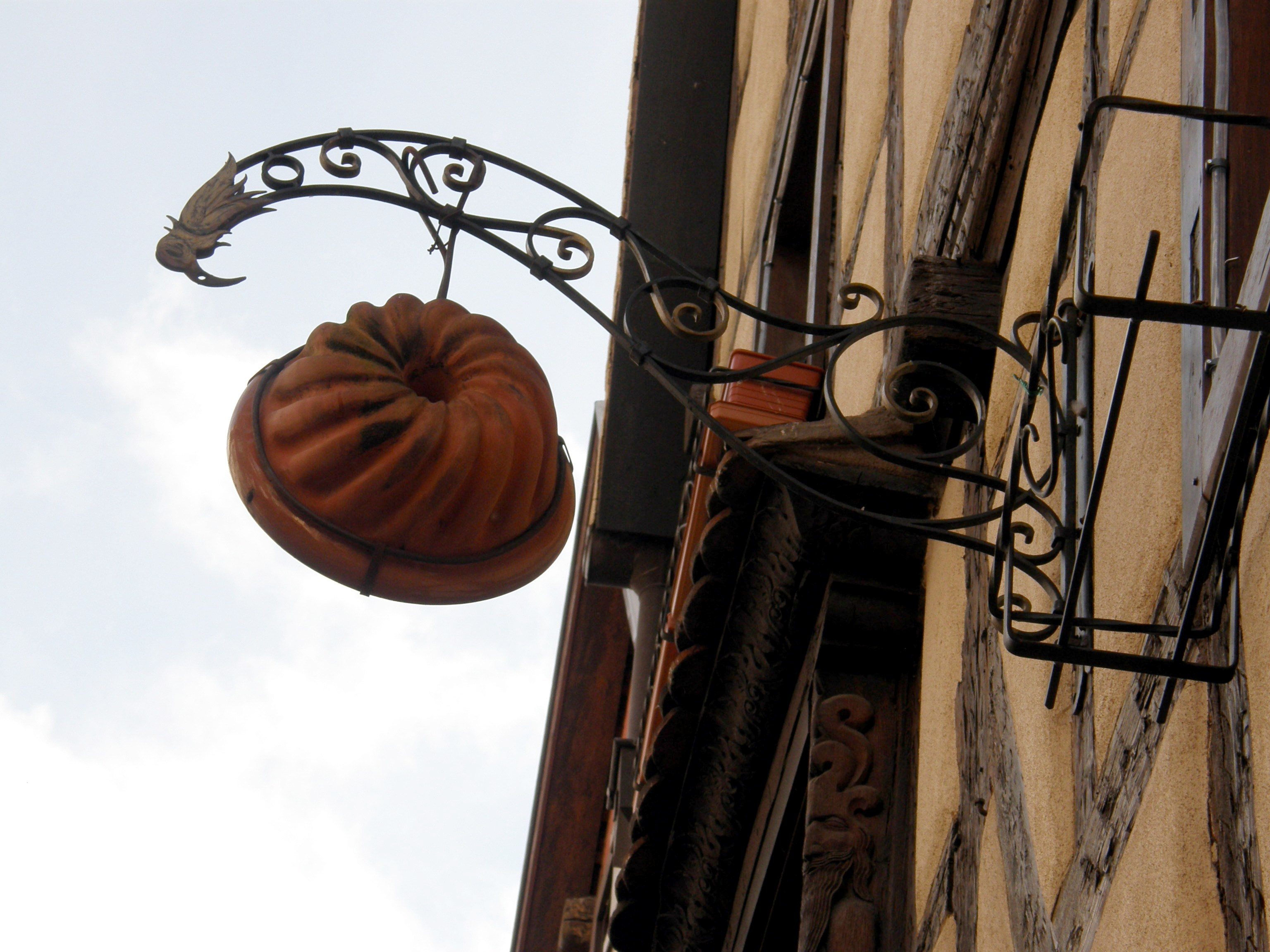
Enseigne à kouglof traditionnelle de restaurant de Riquewihr en Alsace.

Les origines historiques du kouglof sont mal connues. Variante du panettone de la cuisine italienne du XVIe siècle, les plus anciennes traces écrites connues du kouglof remonteraient au XIXe siècle, en particulier avec la recette du « cougloff à l'allemande » (page 459) du Grand dictionnaire de cuisine de 1873 d'Alexandre Dumas (père), qui écrit que le chef-pâtissier français Marie-Antoine Carême (1783-1833) a obtenu la recette de cette spécialité viennoise du chef de cuisine du prince de Schwarzenberg de Vienne (Autriche). Il est en tout cas certain que le kouglof existait déjà au XVIIIe siècle, date des moules à kouglof retrouvés les plus anciens. Le kouglof est une variante des cakes aux fruits, pain d'épices ou christstollen de l'Antiquité et du Moyen Âge (pains à pâte à levain) améliorés à la façon des viennoiserie, pain viennois, et brioche, avec les premières pâtes levées à la levure de bière du XVIe siècle d'Europe centrale (histoire du pain),.

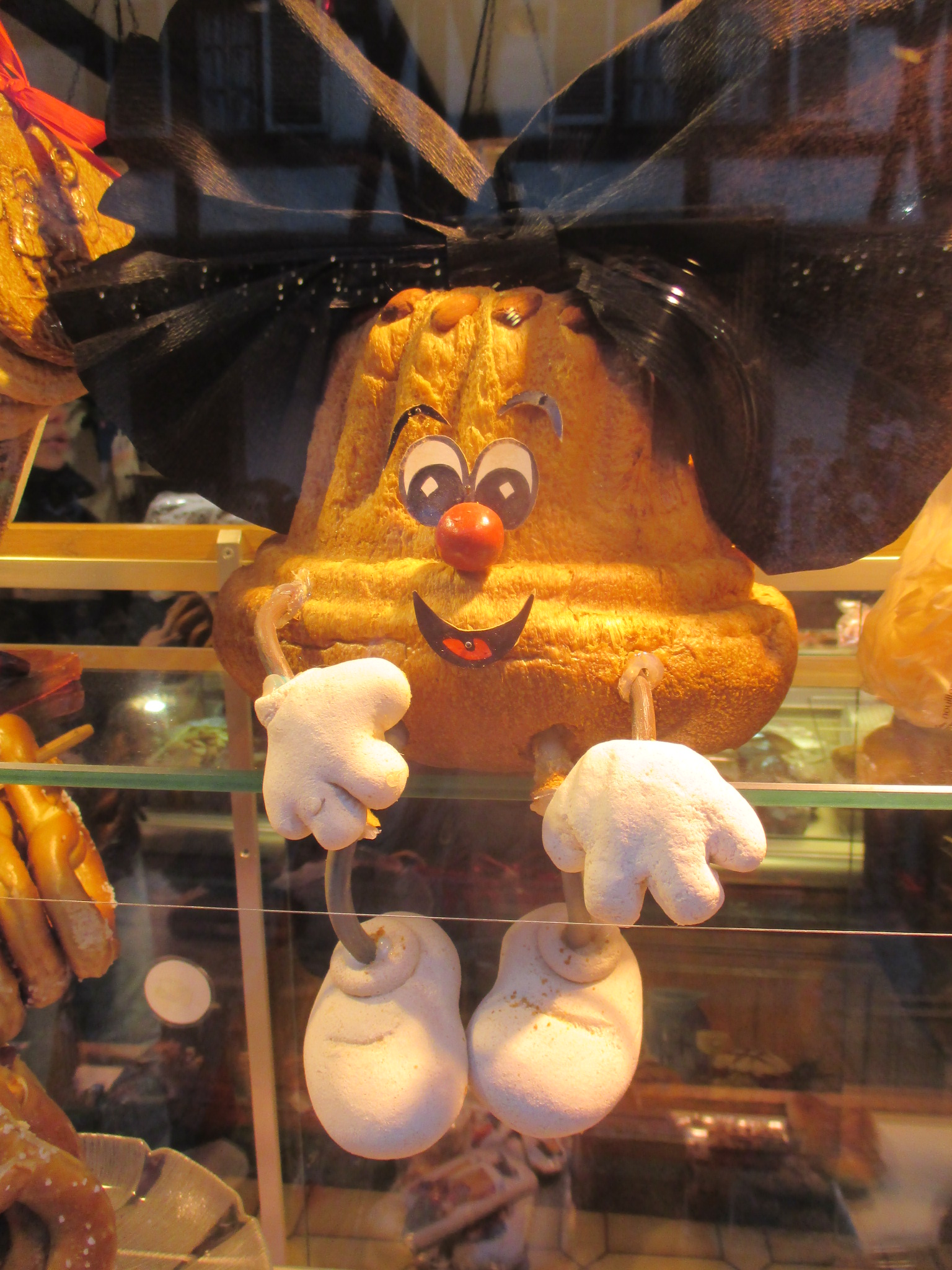
Dans une vitrine de commerce alsacien.

Il existe divers légendes folkloriques humoristiques alsaciennes sur l'origine du kouglof.
L'une d'elles provient de Ribeauvillé et prétend que cette pâtisserie fut confectionnée par les Rois mages de la Bible pour remercier un pâtissier local du nom de Kugel de son hospitalité, et que la forme est celle de leurs turbans. Une autre affirme que la brioche alsacienne serait originaire de Bethléem en 
Palestine. Un Roi mage, en sortant de la crèche de Noël, y aurait oublié son chapeau, un turban en fil d’or serti de diamants en forme d’amande. À son retour de croisade, ce couvre-chef se serait retrouvé chez un pâtissier strasbourgeois qui s’en serait servi comme moule. Ainsi serait né le kugelhopf, qui peut se traduire en turban en alsacien.

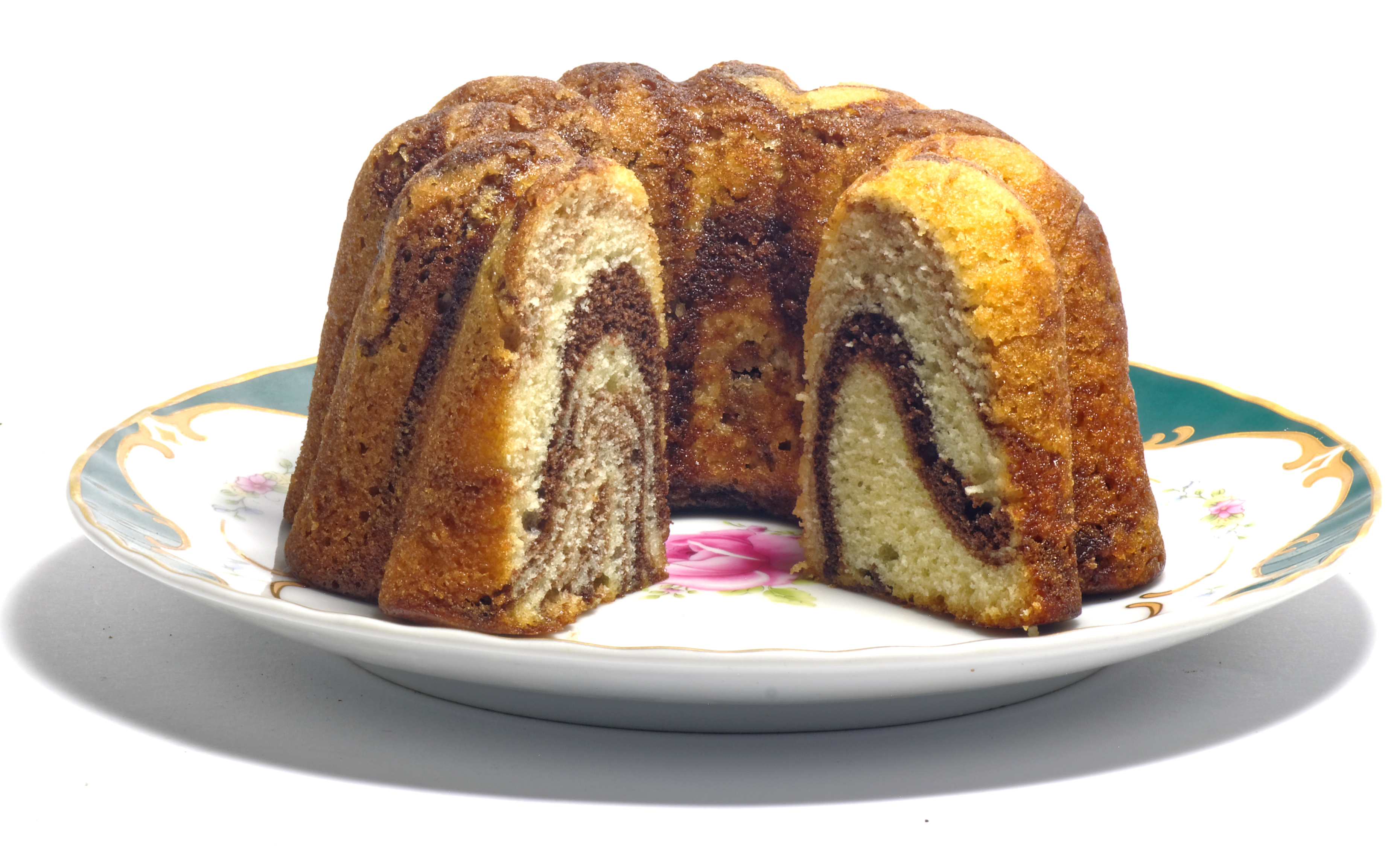
Kouglof marbré autrichien, au chocolat.

Le kouglof serait à l'origine du baba au rhum. Stanislas Leszczynski (1677-1766), roi de Pologne, duc de Lorraine, et beau-père de Louis XV, avait installé sa cour à Lunéville en Lorraine. Il trouvait le kouglof local (ou babka en Pologne) un peu trop sec. Son pâtissier Nicolas Stohrer a alors créé ce dessert avec un sirop de sucre additionné de rhum, avant de suivre la reine de France Marie Leszczynska, fille du duc de Loraine, à la cour de France du château de Versailles. Un siècle plus tard, le pâtissier George importe le kouglof de Strasbourg, tandis que son collègue Stoher fait du baba et du kouglof des spécialités de sa pâtisserie Stoher, créée en 1730 au Palais-Royal (une des plus anciennes de Paris),. L'archiduchesse d'Autriche et reine de France Marie-Antoinette (de la Maison de Habsbourg-Lorraine) aurait également contribué au succès du kouglof de la cuisine autrichienne, à la cour de France du château de Versailles du roi Louis XVI. Le gâteau de Napoléon (ou gâteau de Compiègne) variante du kouglof, est préparé en 1810 par le chef-pâtissier  Marie-Antoine Carême pour le mariage de l'empereur Napoléon Ier et de Marie-Louise d'Autriche.

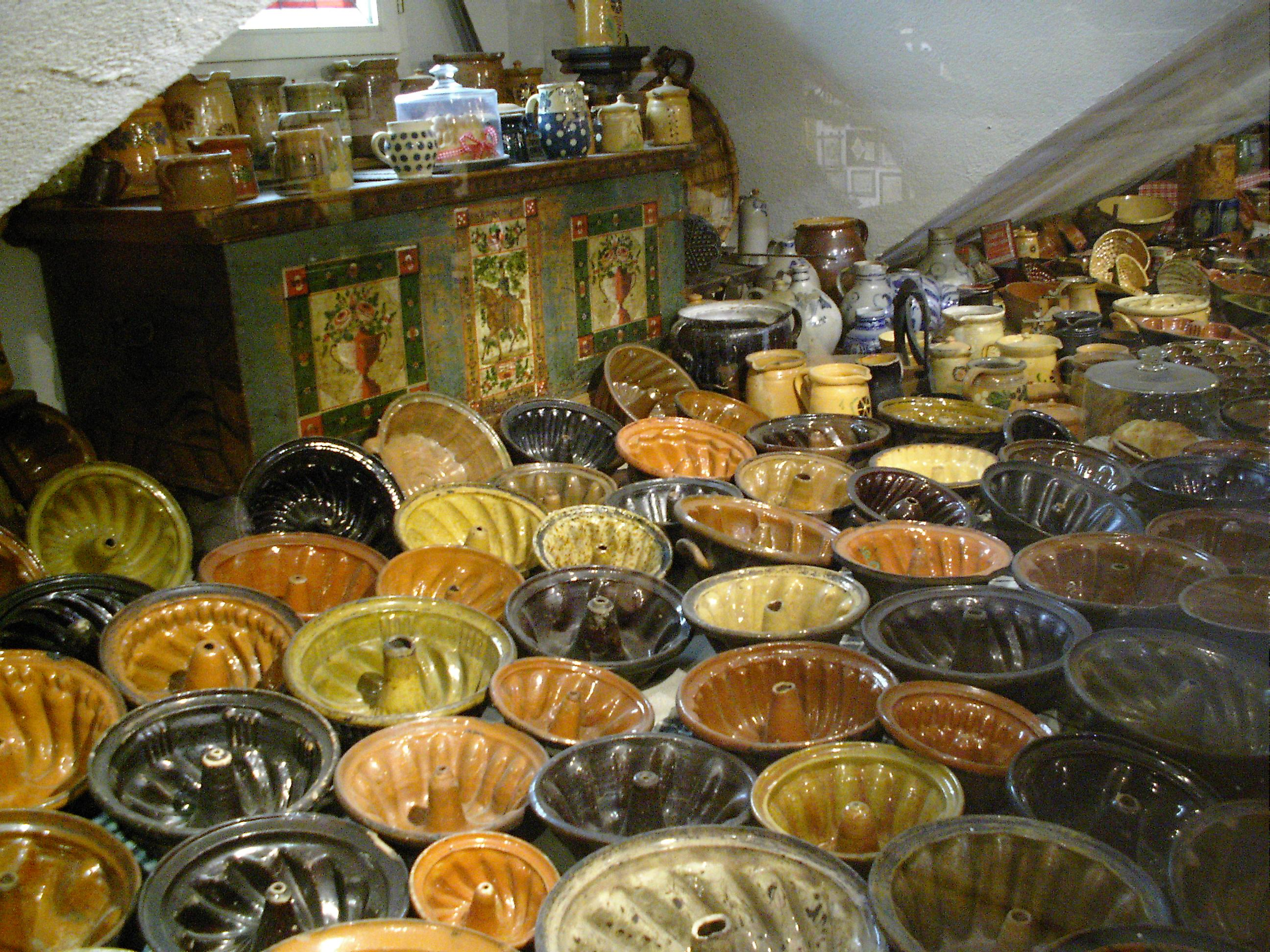
Moules à kouglof en poterie alsacienne vernissée du XVIIIe siècle (musée du pain d'épices et de l'art populaire alsacien de Gertwiller).

## Moule à kougelhopf

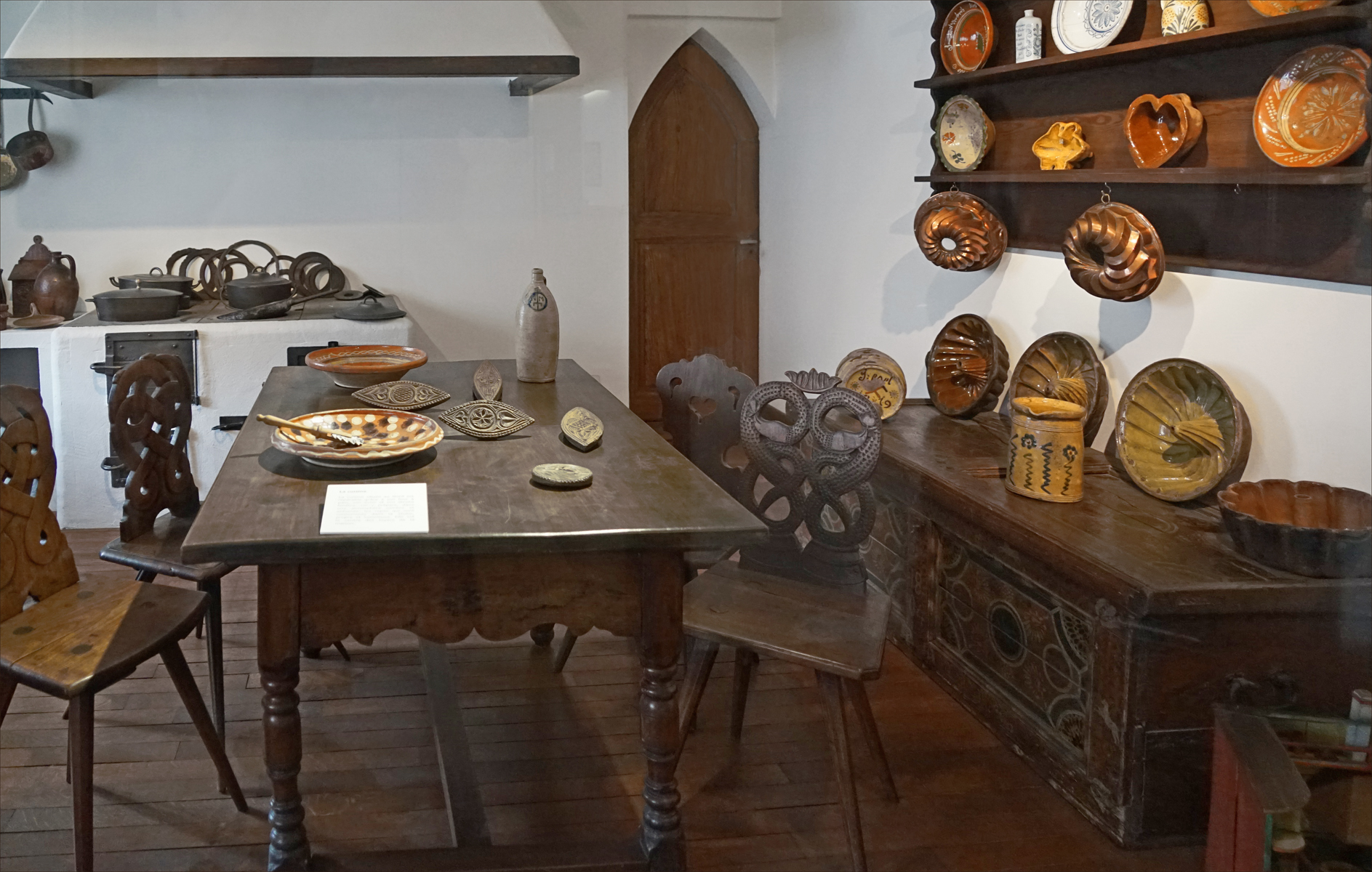
Cuisine alsacienne ancienne du musée alsacien de Haguenau.

Le moule à kouglof alsacien traditionnel est généralement fabriqué en poterie alsacienne émaillée (provenant en particulier de  poteries traditionnelles de Soufflenheim), ou également en cuivre, en métal ou en tôle émaillée. Sa forme spécifique permet d'assurer une diffusion régulière de la chaleur au cœur de la pâte.
En Alsace, même si la forme traditionnelle est la plus courante, il existe des variantes : en étoile pour Noël, en poisson pour Pâques, ou en cœur pour les amoureux. D'après le musée Unterlinden de Colmar « la feuille de cuivre est mise en forme à la main sans soudure par un dinandier [...]. Les moules miniatures très ornés, ainsi que les moules munis dès l'origine d'anneaux de suspension, étaient accrochés par les ménagères aux murs ou vaisseliers des cuisines pour témoigner d'une certaine aisance et de la qualité gastronomique de la maison ». Le commentaire du musée précise aussi que « les moules en cuivre, ou leur équivalent en terre cuite vernissée, pouvaient également être offerts comme cadeau de mariage, à l'occasion duquel ils étaient considérés comme des porte-bonheurs censés favoriser l'enfantement à venir. ».

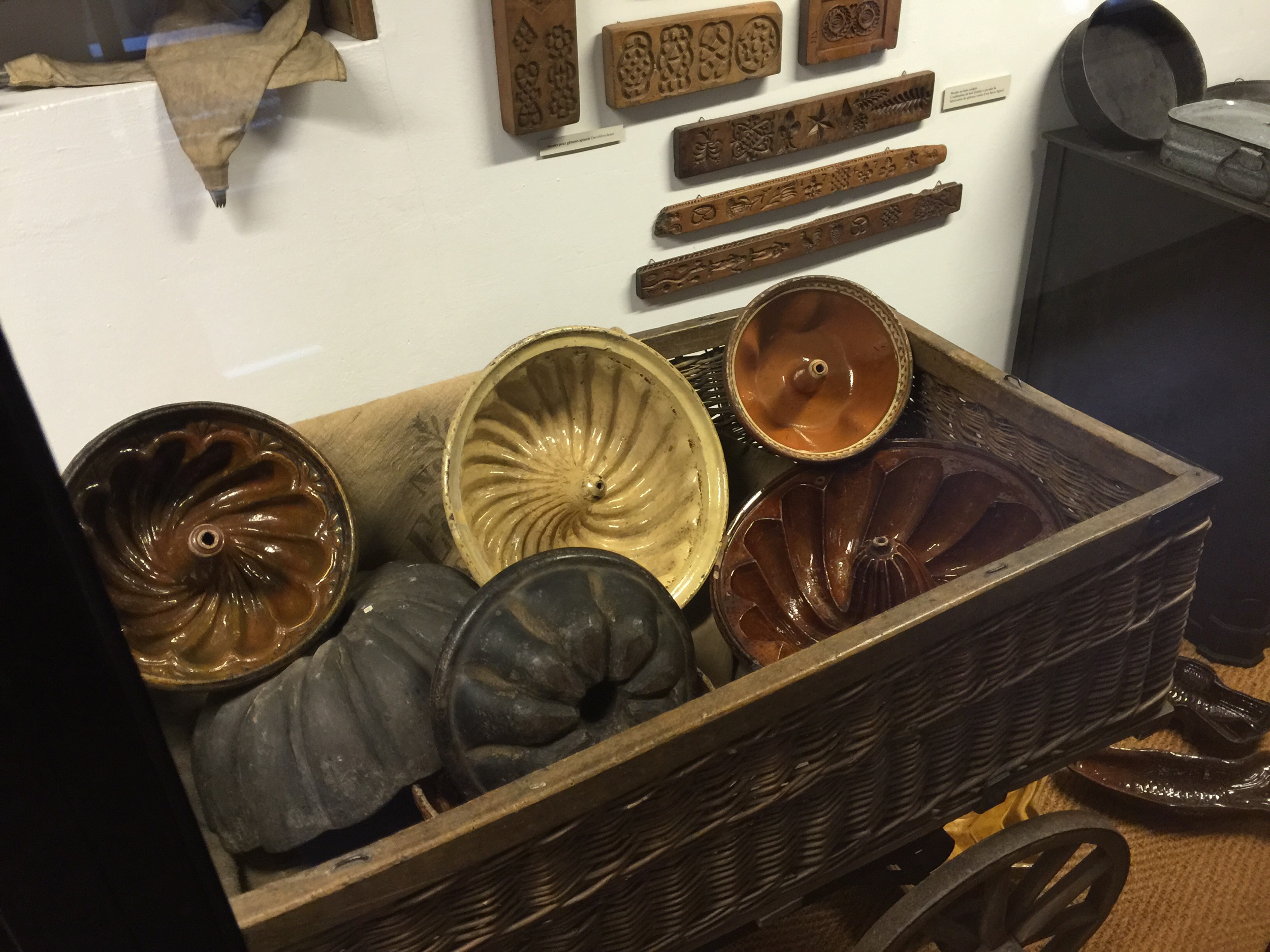
Musée alsacien de Strasbourg.
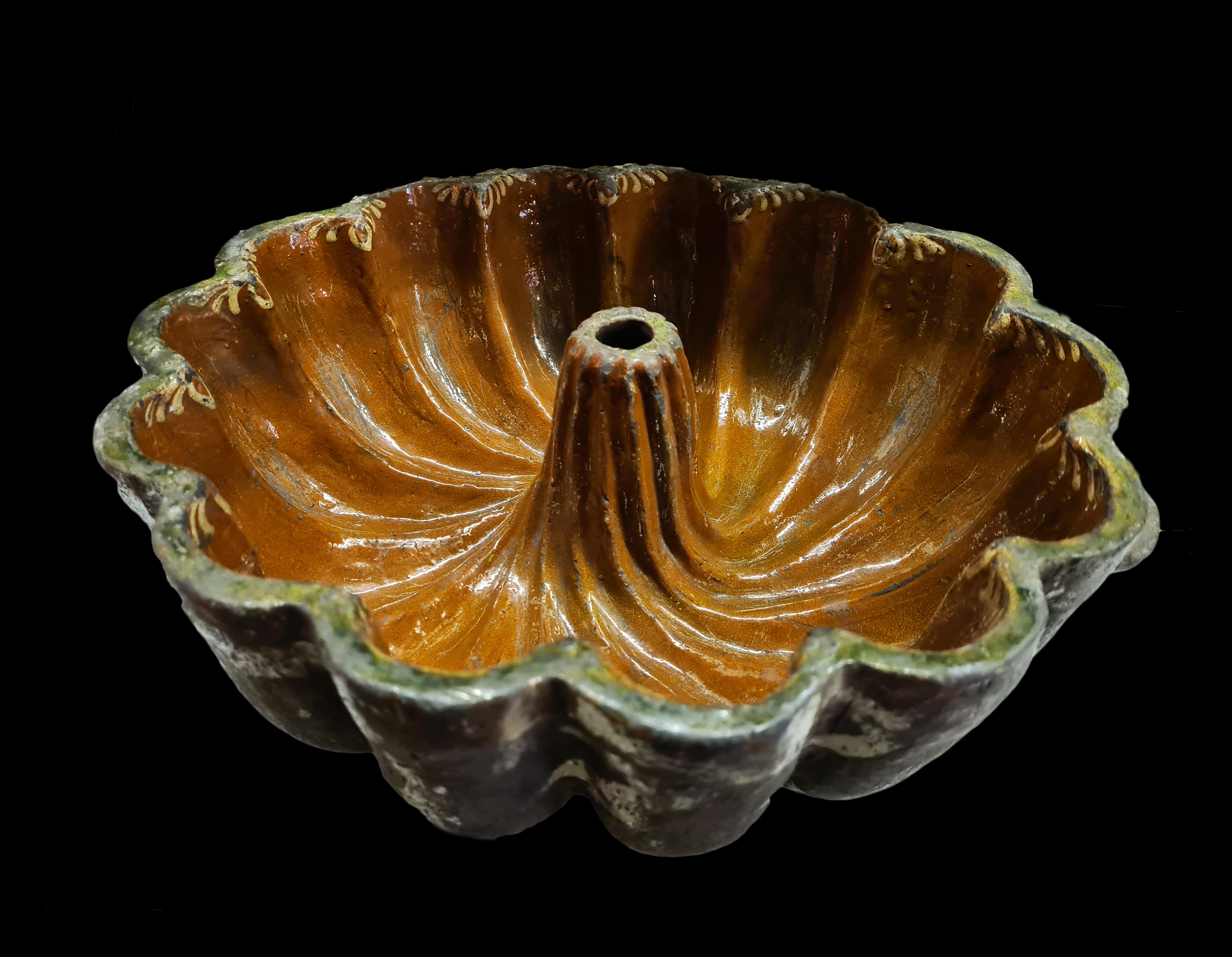
Musée alsacien de Strasbourg.
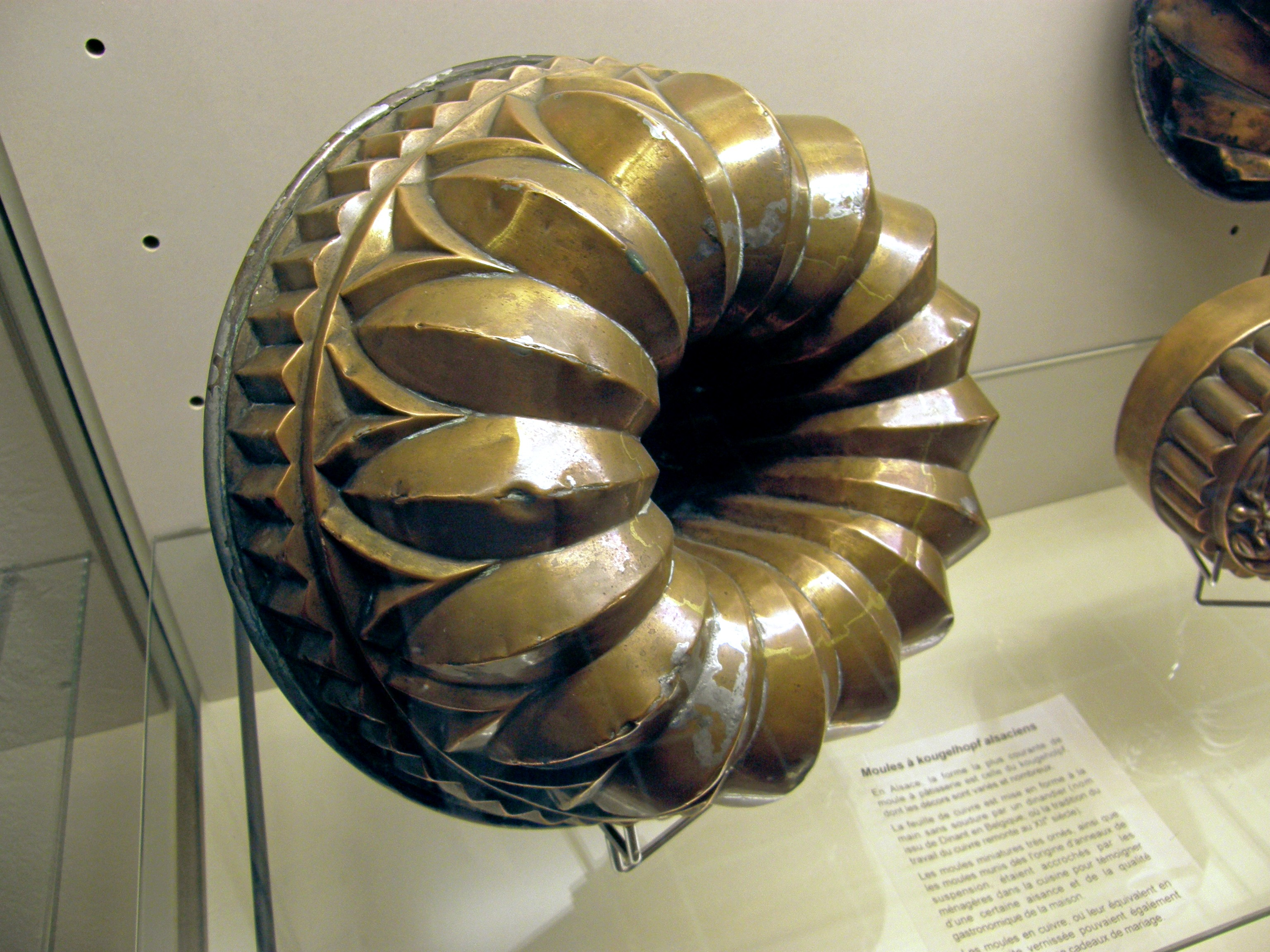
Musée Unterlinden de Colmar.
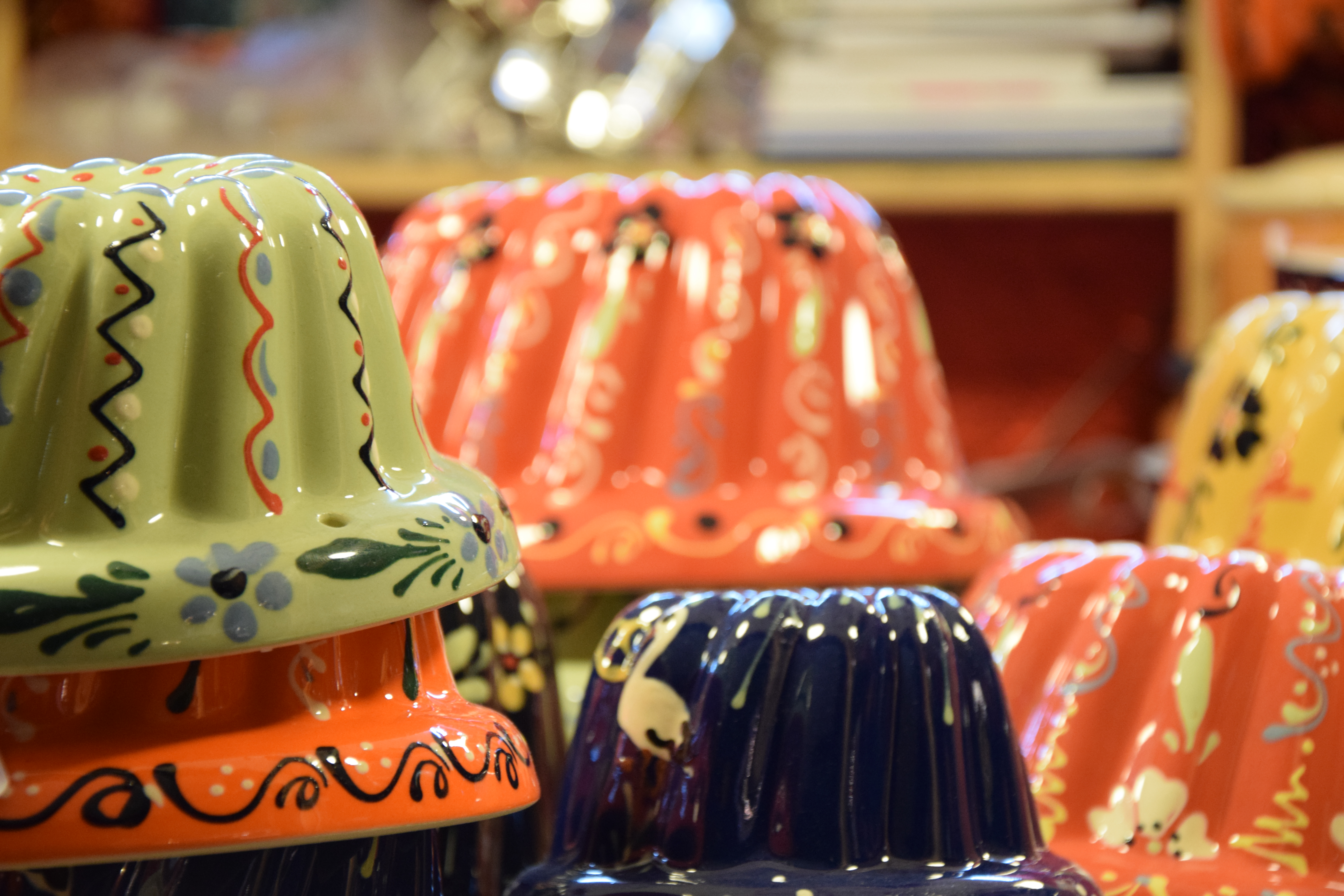
Moules à kouglof traditionnels du commerce.